# ماجد جورج
لواء أركان حرب / ماجد جورج إلياس غطاس وزير بيئة مصري سابق. من مواليد 25 نوفمبر 1949, ومتزوج وله ولدان.

## التأهيل العلمي والعسكري
- حصل على بكالوريوس هندسة «ميكانيكا قوى» كلية الهندسة - جامعة عين شمس عام 1971.
- حصل على بكالوريوس العلوم العسكرية - الكلية الفنية العسكرية عام 1972.
- حصل على جميع الفرق والدورات الحتمية المؤهلة، وعلى دورة ملحق الدفاع عام 1996.
- حصل على دورة كبار القادة رقم 10 عام 1998.

## حياته المهنية
- عين وزيرا للدولة لشؤون البيئة في يوليو 2004 في وزارة أحمد نظيف، وذلك في عهد الرئيس السابق محمد حسني مبارك واستمر في الوزارة في وزارة أحمد شفيق ووزارة عصام شرف.
- رئيس الهيئة الهندسية للقوات المسلحة في الفترة من 21 يوليو 2002 إلى 13 يوليو 2004.
- مدير إدارة الأشغال العسكرية في الفترة من 12 ديسمبر 1999 إلى 20 يوليو 2002.
- رئيس أركان إدارة الأشغال والمشروعات في الفترة من يوليو 1998 إلى 11 ديسمبر 1999.
- ملحقا للدفاع بإيطاليا في الفترة من 6 يونيو 1996 إلى 5 يوليو 1998.

## الأوسمة والأنواط والميداليات
- ميدالية الخدمة الطويلة والقدوة الحسنة.
- نوط الخدمة الممتازة.
- وسام الجمهورية من الطبقة الثانية.
- وسام الاستحقاق من إيطاليا من درجة الفارس الأكبر.